# أحمد أباد (مراغة)
أحمد أباد هي قرية في مقاطعة مراغة، إيران. يقدر عدد سكانها بـ 249 نسمة بحسب إحصاء 2016.